# Leonard Susskind
Pour les articles homonymes, voir Susskind.
Leonard Susskind, né le 20 mai 1940 à New York, est un physicien américain qui occupe la chaire Felix Bloch de physique théorique à l'université Stanford, et qui est directeur du Stanford Institute for Theoretical Physics. Ses domaines de recherche incluent la théorie des cordes, la théorie quantique des champs, la mécanique quantique statistique et la cosmologie quantique. Il est membre de la National Academy of Sciences, de l'American Academy of Arts and Sciences, est membre associé de la Perimeter Institute for Theoretical Physics de la Faculté du Canada et professeur distingué de la Korea Institute for Advanced Study.  
Susskind est considéré comme l'un des pères de la théorie des cordes, ayant, avec Yoichiro Nambu et Holger Bech Nielsen, indépendamment présenté l'idée que les particules pouvaient être la manifestation des différents états d'excitation d'une corde relativiste. Il est le premier à avoir introduit l'idée de « paysage » dans la théorie des cordes, en 2003.
En 1998, il a reçu le prix Sakurai. 

## Jeunesse et éducation
Susskind est né dans une famille juive du Bronx ; il réside aujourd'hui à Palo Alto, en Californie. Il a commencé à travailler comme plombier à l'âge de seize ans, prenant la relève de son père, qui venait de tomber malade. Plus tard, il entre au City College of New York pour une formation d'ingénieur, et obtient en 1962 un BSc (licence) de physique. Dans un article du Los Angeles Times, Susskind se remémore le moment où il discuta avec son père de son changement de carrière (voir N. B. ci-dessous) : 
« Quand j'ai annoncé à mon père que je voulais être physicien, il a répondu : « Ah ça non, tu vas pas aller travailler dans une pharmacie ». Je lui ai dit « non, pas pharmacien. », mais : « comme Einstein ». Il m'a tapé gentiment la poitrine avec un tuyau. « Tu ne seras jamais ingénieur » m'a-t-il dit, « Tu vas être Einstein. ». »
N. B. : en anglais, physician signifie « médecin », tandis que physicist signifie « physicien », d'où l'erreur commise par le père de Susskind en confondant « physicien » et « médecin », erreur qui n'a évidemment aucun sens en français.
Il a ensuite étudié sous la direction de Peter A. Carruthers (en) à l'université Cornell, où il a obtenu son PhD (doctorat) en 1965. Il a été marié deux fois (dont la première en 1960) et a quatre enfants.

## Carrière
Susskind fut Assistant Professor of Physics, puis Associate Professor à l'université Yeshiva (1966-1970), après quoi il joignit pour un an l'université de Tel Aviv (1971-1972), pour enfin retourner à Yeshiva pour devenir professeur de physique (1970-1979). Depuis 1979, il est professeur de physique à l'université Stanford, et depuis 2000, il tient la chaire de physique Felix Bloch de cette université.
En 1998, il reçoit le prix Sakurai pour ses contributions aux modèles de cordes hadroniques, à la théorie de jauge sur réseau, à la chromodynamique quantique et à la dynamique de la symétrie brisée. La particularité de Susskind, selon ses collègues, a été l'application d'une « imagination et une originalité brillantes à l'étude théorique de la nature des particules élémentaires et des forces qui constituent le monde physique ».
En 2007, Susskind rejoint le Perimeter Institute for Theoretical Physics à Waterloo en Ontario, au Canada, en tant que membre associé. Il a été élu à l'Académie nationale des sciences des États-Unis et à l'Académie américaine des arts et des sciences. Il est aussi « professeur distingué » au Korea Institute for Advanced Study de Séoul.

### Contributions scientifiques
Susskind est l'un des trois physiciens qui ont découvert indépendamment dans les années 1970 que le modèle à résonances duales (DRM) (en) de Gabriele Veneziano pour la théorie des cordes pouvait être décrit par un modèle quantique de cordes, et a été le premier à proposer l'idée de « paysage » dans la théorie des cordes.
Susskind a aussi apporté sa contribution dans les domaines suivants de la physique :
- la découverte indépendante du modèle de la théorie des cordes en physique des particules ;
- la théorie du confinement des quarks[9] ;
- le développement de l'hamiltonien de la théorie de jauge sur réseau ;
- la théorie de la symétrie brisée, aussi connue sous le nom de théorie du technicolor ;
- la seconde, mais indépendante, découverte de la théorie cosmologique de la baryogénèse (Andreï Sakharov était le premier, mais son travail était peu connu en occident) ;
- l'entropie des trous noirs dans le cadre de la théorie des cordes ;
- le principe de complémentarité des trous noirs ;
- l'hypothèse du Causal patch (en) ;
- le principe holographique ;
- la théorie M dans le cadre de la théorie des supercordes ;
- les fermions de Kogut-Susskind ;
- l'introduction à l'entropie holographique maximale en cosmologie physique ;
- l'idée d'un principe anthropique pour le paysage de la théorie des cordes[3] ;
- la dualité FLRW/CFT (Census Taker's Hat (en)).

## Cours magistraux
Susskind donne une série de cours sur la physique moderne dans le cadre du programme d'enseignement non universitaire de Stanford, appelé The Theoretical Minimum (« Le minimum théorique »). Ces cours ont formé la base des livres du même nom. Leur but est d'enseigner les bases théoriques rigoureuses nécessaires à l'étude de certaines branches de la physique. Ils incluent la mécanique classique, la relativité, la mécanique quantique, la mécanique statistique, et la cosmologie qui comprend les trous noirs.
Ces cours sont disponibles sur un site web dédié, sur iTunes depuis « Stanford on iTunes », ainsi que sur Youtube. Ils sont destinés à un public compétent en mathématique et aux étudiants en physique ou en mathématique. Susskind donne en prérequis des notions d'algèbre, de calcul infinitésimal, de vecteurs, de calcul différentiel, d'intégration, et aussi d'opérateurs différentiels, de matrices et d'algèbre linéaire. Sinon, leur étude sera nécessaire en dehors des cours, même s'il explique la plupart des mathématiques utilisées. Ces cours sont en anglais, de niveau licence. Il y en a six :
1. Classical Mechanics (« Mécanique classique », fin 2011)[14] ;
2. Quantum Mechanics (« Mécanique quantique », hiver 2012)[15] ;
3. Special Relativity and Electrodynamics (« Relativité restreinte et électrodynamique », printemps 2012)[16] ;
4. General Relativity (« Relativité générale », fin 2012)[17] ;
5. Cosmology (« Cosmologie », hiver 2013)[18] ;
6. Statistical Mechanics (« Mécanique statistique », printemps 2013)[19].

## Ouvrages
Susskind a publié plusieurs livres scientifiques à succès :
- Le Paysage cosmique : Notre univers en cacherait-il des millions d'autres ? : premier livre de sciences de Leonard Susskind, il fut publié le 12 décembre 2005[20]. Dans ce livre, Leonard Suskind tente d'apporter son idée à propos du paysage anthropique de la théorie des cordes au grand public. Il décrit comment la théorie des cordes était une conséquence presque inévitable de plusieurs facteurs, dont l’un était la prédiction de la constante cosmologique de Stephen Weinberg en 1987. La question posée ici est pourquoi notre univers est-il fait pour notre propre existence ? Susskind explique que Weinberg a calculé que si la constante cosmologique était légèrement différente, notre univers aurait cessé d'exister ;
- Trous noirs : La Guerre des savants[21] : le deuxième livre de sciences écrit par Leonard Susskind fut publié le 7 juillet 2008[22]. Ce livre est son œuvre la plus célèbre où il explique ce qu'il advient de l'information et de la matière stockées dans un trou noir lorsque celui-ci s'évapore. Cet avis suscite un débat qui a commencé en 1981, au-cours duquel Stephen Hawking affirme que l'information à l'intérieur du trou noir est perdue à jamais. Il a fallu 28 ans à Leonard Susskind pour formuler une théorie prouvant que Stephen Hawking s'était trompé. Théorie qu'il a publiée dans ce livre. Comme le premier, Le Paysage cosmique, il est destiné au lecteur moyen. Il écrit : « Les vrais outils nécessaires pour comprendre l'univers quantique sont des mathématiques abstraites : espaces de Hilbert de dimension infinie, opérateurs de projection, matrices unitaires et plein d'autres méthodes avancées qui demandent plusieurs années d'apprentissage. Mais voyons ce qu'on peut faire en quelques pages. » ;
- Le Minimum Théorique : Tout ce que vous avez besoin de savoir pour commencer à faire de la physique[23] : Susskind a rédigé une série de livres accompagnant son cours magistral nommé Le Minimum Théorique. Le premier, publié en 2013, présente les formulations modernes de la mécanique classique. Le deuxième, publié en 2014, traite de la mécanique quantique. Le troisième, publié en 2017, aborde la relativité restreinte et la théorie classique des champs. Le quatrième, publié en 2023, explique la relativité générale. Le premier a été écrit en collaboration avec George Hrabovsky, le deuxième et le troisième avec Art Friedman, et le quatrième avec André Cabannes.

## Débat entre Smolin et Susskind
Le débat Smolin-Susskind fait référence à une série de nombreux messages échangés en 2004 entre Lee Smolin et Susskind, concernant l'hypothèse de Smolin selon laquelle le principe anthropique ne peut apporter aucune prédiction falsifiable, ce qui l'exclut de la science. Il débute avec la publication par Smolin, le 26 juillet 2004, de l'article intitulé Les alternatives scientifiques au principe anthropique. Smolin a envoyé un message à Susskind pour connaître son avis. N'ayant pas pu lire son article, Susskind lui a demandé un résumé de ses arguments. Smolin s'exécute et Susskind répond le 28 juillet 2004 que la logique suivie par Smolin « peut amener à des conclusions ridicules ».

## Honneur
L'astéroïde (161625) Susskind est nommé en son honneur.